# Franco Rosa
Franco Rosa (Garlasco, 1º maggio 1932 – Palestro, 24 ottobre 2022) è stato un calciatore e allenatore di calcio italiano, di ruolo attaccante.

## Carriera
Ha disputato con l'Inter neoscudettata un incontro in Serie A nella stagione 1954-1955 l'esordio nella massima serie il 10 ottobre 1954 nella partita Internazionale-Pro Patria (2-0). Il club nerazzurro lo acquistò dal Pavia, che a sua volta lo aveva prelevato dalla Biellese, dopo gli esordi con Gropello e Mortara. Con la formazione lombarda aveva conseguito la promozione dalla Serie C alla Serie B nella stagione 1952-1953 ed era stato il vice-capocannoniere in Serie B, con 13 reti all'attivo, nella stagione 1953-1954.
Pochi giorni dopo il debutto in A, il 13 ottobre 1954 durante un'amichevole disputata a Genova fra Italia e Svizzera Under 23, uno sfortunato quanto casuale incidente al ginocchio ne stroncò prematuramente la carriera: Rosa dovette interrompere a 22 anni l'attività sportiva

## Dopo il ritiro
Terminata l'attività agonistica, si laurea in chimica e apre una farmacia a Palestro. Nel 1960 rientra brevemente nel mondo del calcio allenando il Garlasco, nel campionato di Prima Categoria.

## Statistiche

### Presenze e reti nei club
| Stagione        | Club            | Campionato | Campionato | Campionato |
| Stagione        | Club            | Comp       | Pres       | Reti       |
| --------------- | --------------- | ---------- | ---------- | ---------- |
| 1952-1953       | Pavia           | Serie C    | 28         | 7          |
| 1953-1954       | Pavia           | Serie B    | 34         | 13         |
| 1954-1955       | Inter           | Serie A    | 1          | 0          |
| Totale Pavia    | Totale Pavia    |            | 62         | 20         |
| Totale Inter    | Totale Inter    |            | 1          | 0          |
| Totale carriera | Totale carriera |            | 63         | 20         |

## Palmarès

### Club

#### Competizioni nazionali
- Serie C: 1

Pavia: 1952-1953